# Felicity Huffman
Felicity Huffman (ur. 9 grudnia 1962 w Nowym Jorku) – amerykańska aktorka, znana głównie z roli w serialu telewizyjnym Gotowe na wszystko. W 2005 roku zagrała rolę transpłciowej kobiety w filmie Transamerica, za którą została nominowana do nagrody Oscara.

## Kariera
Huffman jest najbardziej znana z roli Lynette Scavo w serialu Gotowe na wszystko, w którą wciela się od roku 2004. W telewizji występowała także jako Dana Whitaker w serialu Sports Night, zagrała również gościnnie w serialach Frasier i Z archiwum X. Zdobyła nagrodę Emmy za rolę w Gotowych na wszystko. Rola transseksualisty w niezależnym filmie Transamerica (2005) przyniosła jej Złoty Glob oraz nominację do Oscara.
Jest również współautorką poradnika A Practical Handbook for the Boyfriend.

## Życie prywatne
Huffman jest prywatnie żoną aktora Williama H. Macy, z którym ma dwie córki: Sofię Grace (ur. 1 sierpnia 2000) oraz Georgię Grace (ur. 14 marca 2002). Macy i Huffman wzięli ślub 6 września 1997.
W 2005 roku Huffman ujawniła, że cierpiała na anoreksję i bulimię we wczesnej młodości.

## Filmografia
- 1978: A Home Run for Love jako Sara Greene
- 1988: Lip Service jako Kobieta P.A.
- 1988: Fortuna kołem się toczy (Things Change) jako Dziewczyna "Koła Fortuny"
- 1990: Druga prawda (Reversal of Fortune) jako Minnie
- 1991: Złote lata (Golden Years) jako Terry Spann
- 1992: The Water Engine jako Tancerka
- 1992: Rachunek za śmierć (Quicksand: No Escape) jako Joanna Reinhardt
- 1992: Istota sprawiedliwości (The Heart of Justice) jako Annie; film TV
- 1995: Hakerzy (Hackers) jako prokurator
- 1996: Bedtime jako Donna
- 1996: Harrison: Cry of the City jako Peggy Macklin
- 1997: Hiszpański więzień (Spanish Prisoner, The) jako Pat McCune
- 1997: Przestępczy świat (The Underworld II)
- 1998–2000: Sports Night jako Dana Whitaker
- 1999: Magnolia jako Cynthia
- 1999: Małe, niewinne morderstwo (A Slight Case of Murder) jako Kit Wannamaker
- 2001: Błysk decyzji (Snap Decision) jako Carrie Dixon
- 2001: The Heart Department jako Doktor Liza Peck
- 2002: Na ścieżce wojennej (Path to War) jako pani Bird Johnson
- 2002: Od drzwi do drzwi (Door to Door)
- 2003: House Hunting jako Sheila
- 2003: Coś nie tak (Out of Order) jako Lorna
- 2004: Święta Last Minute (Christmas with the Kranks) jako Merry
- 2004–2012: Gotowe na wszystko (Desperate Housewives) jako Lynette Scavo
- 2004: Frasier: Analyzing the Laughter jako Julia Wilcox (zdjęcia archiwalne)
- 2004: Reversible Errors jako Gillian Sullivan
- 2004: Mama na obcasach (Raising Helen) jako Lindsay Davis
- 2005: Choose Your Own Adventure: The Abominable Snowman jako pilot Nima
- 2005: Transamerica jako Sabrina "Bree" Osbourne
- 2007: Twarda sztuka (Georgia Rule) jako Lilly

Gościnnie
- 1990: Prawo i porządek (Law & Order) jako Diane Perkins
- 1992–1993: Raven jako Sharon Prior
- 1992: The Human Factor
- 1993–2004: Frasier jako Julia Wilcox (2003)
- 1993–2002: Z Archiwum X (X Files, The) jako dr Nancy Da Silva
- 1994–2000: Szpital Dobrej Nadziei (Chicago Hope) jako Ellie Stockton (1997)
- 1996–2000: Zdarzyło się jutro (Early Edition) jako Detektyw Tagliatti
- 1999–2006: Prezydencki poker (West Wing, The) jako Ann Stark (2001)
- 2002: Kim Kolwiek (Kim Possible) jako doktor Betty Director (głos)
- 2002: Girls Club jako Marcia Holden
- 2004: The D.A. jako Charlotte Ellis

## Nagrody
- Złoty Glob Wygrana: Najlepsza aktorka w dramacie: (2006) Transamerica za rolę Bree
- Nagroda Emmy Wygrana: Najlepsza aktorka w serialu komediowym: (2005) Gotowe na wszystko za rolę Lynette Scavo